# Zinkflora
Zinkflora of zinkvegetatie (Thlaspion calaminariae) is een verbond van de orde Violetalia calaminariae, dat twee associaties van metallofyte plantengemeenschappen omvat.
In Nederland en België komt zinkflora vooral voor in het Geuldal; in België ook in het natuurreservaat van Sclayn langs de Maas.

## Naamgeving, etymologie en codering
- Syntaxoncode (Nederland): 13Aa'

De naam Thlaspion calaminariae is afgeleid van de wetenschappelijke namen van een differentiërende soort van dit verbond, de zinkboerenkers (Thlaspi caerulescens var. calaminare).

## Onderverdeling
Het verbond heeft als belangrijkste vertegenwoordigers:
- Associatie : Violetum calaminariae rhenanum
- Associatie : Violetum guestphalicae

De twee plantengemeenschappen zijn genoemd naar de leidende endemische soorten, beide soorten zinkviooltjes. De eerste van de twee dankt haar wetenschappelijke naam Violetum calaminariae aan het gele zinkviooltje (Viola lutea subsp. calaminaria) dat alleen voorkomt in de omgeving van de zinkmijn bij Kelmis (La Calamine), nabij het drielandenpunt Nederland-België-Duitsland. Ook bij de nabijgelegen Mijnzetel van Plombières komt deze plantensoort veel voor. Mathias Schwickerath (1892-1974) was in 1931 de eerste botanicus die deze plantengemeenschap beschreef.
De tweede zinkfloragemeenschap die wordt onderscheiden is het Violetum guestphalicae, dat het violette zinkviooltje (Viola guestphalica) samen met Arabidopsis halleri als kenmerkende soorten heeft.

## Soortensamenstelling
Karakteristieke soorten voor het Violetum calaminariae zijn het zinkviooltje (Viola lutea subsp. calaminaria), de zinkboerenkers (Thlaspi caerulescens var. calaminare), het zink Engels gras (Armeria maritima subsp. calaminaria), het zinkzwenkgras (Festuca aquisgranensis), zinkveldmuur (Sabulina verna) en zinkblaassilene (Silene vulgaris subsp. humilis), die zich uiterlijk niet onderscheidt van de gewone blaassilene (Silene vulgaris). Ook komt het berglepelblad (Cochlearia pyrenaica) vaak in deze gemeenschap voor, maar deze komt ook in andere gemeenschappen met zware metalen voor.
Dit verbond heeft voor België en Nederland als belangrijkste ken- en differentiërende soorten:

### Boomlaag
Geen soorten

### Struiklaag

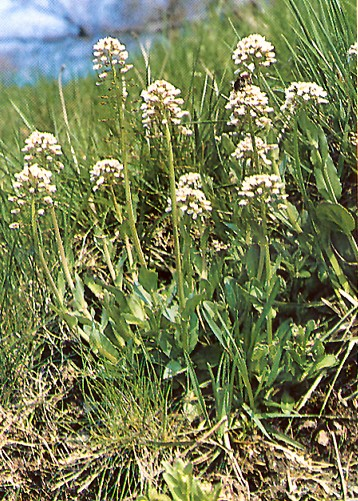
Zinkboerenkers

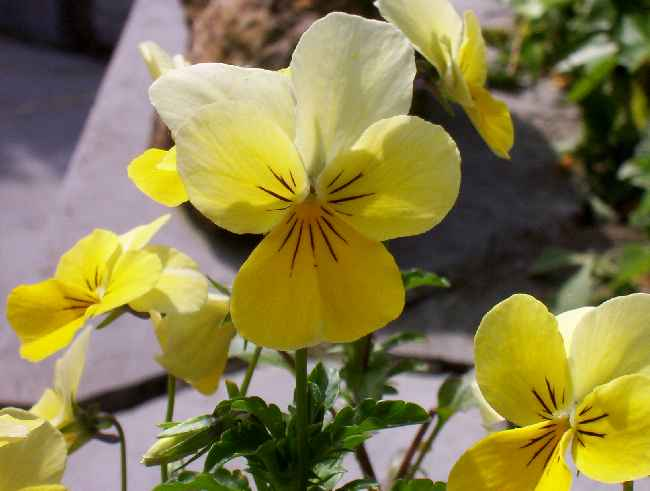
Zinkviooltje

Geen soorten

### Kruidlaag
| Kensoort | Diff.soort | Abundantie | Nederlandse naam    | Wetenschappelijke naam               | Opmerking |
| -------- | ---------- | ---------- | ------------------- | ------------------------------------ | --------- |
|          |            |            | Zinklepelblad       | Cochlearia pyrenaica                 |           |
| kO       |            |            | Zinkveldmuur        | Sabulina verna                       |           |
| kO       |            |            | Zinkblaassilene     | Silene vulgaris var. humilis         |           |
| kO       |            |            | Kruipende steenkers | Cardaminopsis halleri                |           |
|          | dV         |            | Zinkboerenkers      | Thlaspi caerulescens var. calaminare |           |
|          | dV         |            | Zinkviooltje        | Viola lutea subsp. calaminaria       |           |

### Moslaag
Geen soorten